# Ясменник розоватый
Ясме́нник розова́тый, или Ясменник ро́зовый (лат. Aspérula cynánchica) — многолетний полукустарник, вид рода Ясменник (Asperula) семейства Мареновые (Rubiaceae).

## Экология и распространение
Встречается в Центральной Европе, на Украине и в России.
Произрастает на степных склонах, луговых степях, сухих лугах, в разрежённых лесах по полянам и опушкам.

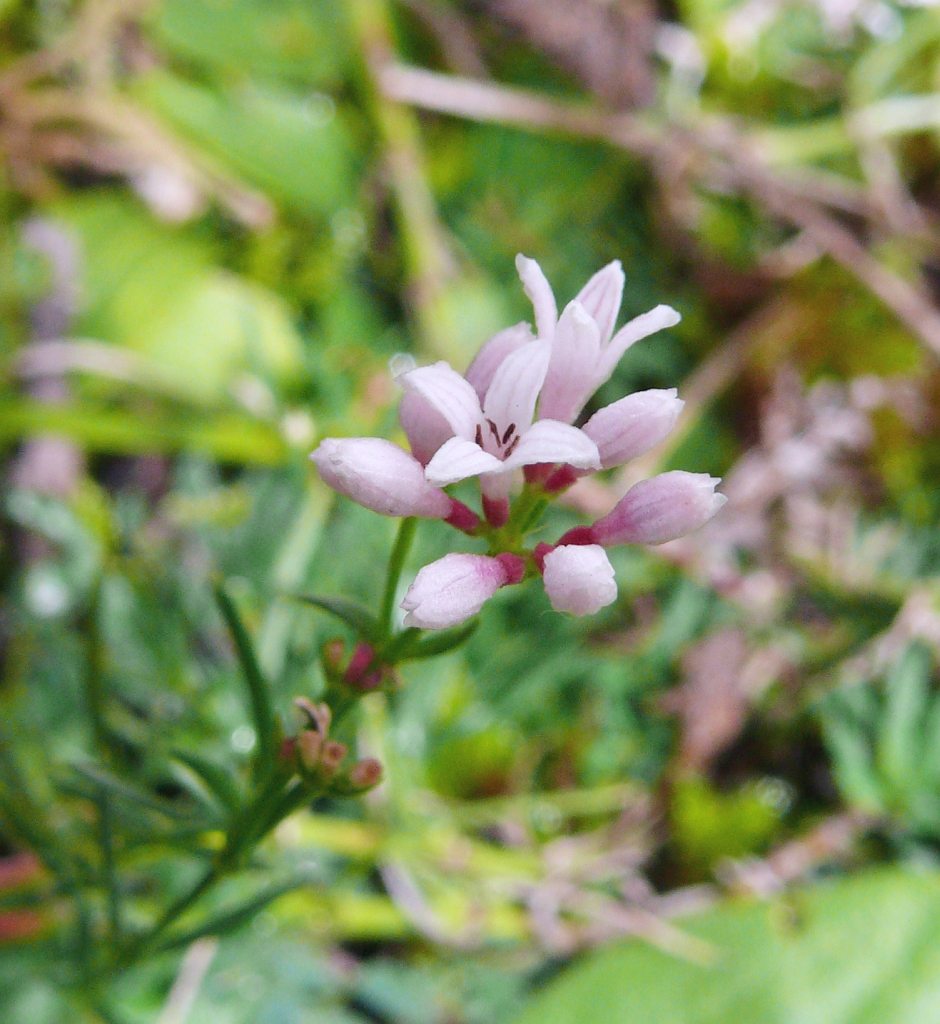
Цветки ясменника розоватого

## Ботаническое описание
Растение ярко-зелёное, почти целиком травянистое.
Цветоносные стебли немногочисленные, реже многочисленные, от основания приподнимающиеся или восходящие, довольно тонкие, высотой 15—60 см, нередко изогнутые, в нижней части шероховатые, в верхней голые и гладкие, примерно от середины ветвистые, густо облиственные.
Нижние листья от яйцевидно-полукруглых до продолговато-эллиптических или продолговато-обратнояйцевидных, длиной 0,75—6 мм, шириной 0,5—2 мм, к основанию черешковидно-суженные, слабо шероховатые. Средние листья узколинейные, длиной 9—50 мм, шириной 0,75—2 мм, плоские, гладкие, к основанию несколько суженные. Прицветные — линейно- или продолговато-ланцетные, длиной 1,25—2,5 мм, шириной 0,3—0,75 мм.
Соцветие метёльчатое. Венчик трубчато-ворончатый, длиной 3—4,5 мм, лопасти продолговато-ланцетные, тупозаосрённые, длиной 1,5—2,25 мм, шириной около 0,6 мм, белый или бледно-розовый.
Плоды длиной 2—2,5 мм, густо покрыты бугорками.

## Классификация

### Представители
В рамках вида выделяют ряд подвидов:
- Asperula cynanchica subsp. cynanchica
- Asperula cynanchica subsp. occidentalis (Rouy) Stace
- Asperula cynanchica subsp. paui (Font Quer) O.Bolòs & Vigo

### Таксономическое положение
Вид Ясменник розоватый входит в род Ясменник (Asperula) семейства Мареновые (Rubiaceae) порядка Горечавкоцветные (Gentianales).
|  |                                      |  |                                                             |                                                             |                     |  | ещё 4 семейства (согласно Системе APG II) | ещё 4 семейства (согласно Системе APG II) |                        |  |  |  | более 200 видов |
|  |                                      |  |                                                             |                                                             |                     |  | ещё 4 семейства (согласно Системе APG II) | ещё 4 семейства (согласно Системе APG II) |                        |  |  |  | более 200 видов |
|  |                                      |  |                                                             | порядок Горечавкоцветные                                    |                     |  |                                           |                                           | род Ясменник           |  |  |  |                 |
|  |                                      |  |                                                             | порядок Горечавкоцветные                                    |                     |  |                                           |                                           | род Ясменник           |  |  |  |                 |
|  | отдел Цветковые, или Покрытосеменные |  |                                                             |                                                             | семейство Мареновые |  |                                           |                                           | вид Ясменник розоватый |  |  |  |                 |
|  | отдел Цветковые, или Покрытосеменные |  |                                                             |                                                             | семейство Мареновые |  |                                           |                                           |                        |  |  |  |                 |
|  |                                      |  | ещё 44 порядка цветковых растений (согласно Системе APG II) | ещё 44 порядка цветковых растений (согласно Системе APG II) |                     |  |                                           | ещё около 600 родов                       | ещё около 600 родов    |  |  |  |                 |
|  |                                      |  |                                                             | ещё 44 порядка цветковых растений (согласно Системе APG II) |                     |  |                                           |                                           | ещё около 600 родов    |  |  |  |                 |